# Ateyyat Al-Abnoudy
 (février 2025).
La mise en forme du texte ne suit pas les recommandations de Wikipédia : il faut le « wikifier ».
Les points d'amélioration suivants sont les cas les plus fréquents :
- Les titres sont pré-formatés par le logiciel. Ils ne sont ni en capitales, ni en gras.
- Le texte ne doit pas être écrit en capitales (les noms de famille non plus), ni en gras, ni en italique, ni en « petit »…
- Le gras n'est utilisé que pour surligner le titre de l'article dans l'introduction, une seule fois.
- L'italique est rarement utilisé : mots en langue étrangère, titres d'œuvres, noms de bateaux, etc.
- Les citations ne sont pas en italique mais en corps de texte normal. Elles sont entourées par des guillemets français : « et ».
- Les listes à puces sont à éviter, des paragraphes rédigés étant largement préférés. Les tableaux sont à réserver à la présentation de données structurées (résultats, etc.).
- Les appels de note de bas de page (petits chiffres en exposant, introduits par l'outil «  Source ») sont à placer entre la fin de phrase et le point final[comme ça].
- Les liens internes (vers d'autres articles de Wikipédia) sont à choisir avec parcimonie. Créez des liens vers des articles approfondissant le sujet. Les termes génériques sans rapport avec le sujet sont à éviter, ainsi que les répétitions de liens vers un même terme.
- Les liens externes sont à placer uniquement dans une section « Liens externes », à la fin de l'article. Ces liens sont à choisir avec parcimonie suivant les règles définies. Si un lien sert de source à l'article, son insertion dans le texte est à faire par les notes de bas de page.
- La présentation des références doit suivre les conventions bibliographiques. Il est recommandé d'utiliser les modèles {{Ouvrage}}, {{Chapitre}}, {{Article}}, {{Lien web}} et/ou {{Bibliographie}}. Le mode d'édition visuel peut mettre en forme automatiquement les références.
- Insérer une infobox (cadre d'informations à droite) n'est pas obligatoire pour parachever la mise en page.

Pour une aide détaillée, merci de consulter Aide:Wikification.
Si vous pensez que ces points ont été résolus, vous pouvez retirer ce bandeau et améliorer la mise en forme d'un autre article.
Ateyyat El Abnoudy (en arabe : عطيات الأبنودي ; de son nom complet Ateyyat Awad Mahmoud Khalil, عطيات عوض محمود خليل), née le 26 octobre 1938 à El Senbellawein et morte le 5 octobre 2018 à Gizeh, est une journaliste, militante, productrice et réalisatrice égyptienne.

## Biographie
Ateyyat El Abnoudy est née la sixième d'une fratrie de sept enfants au sein d'une famille de marchands au delta du Nil. 
Pendant ses études de droit à l'Université du Caire dont elle obtient sa licence en 1963, Ateyyat El Abnoudy porte un intérêt particulier aux films qu'elle visionne gratuitement grâce aux centres culturels européens de la capitale. Cela l'amène à s'inscrire dans la première promotion d'étudiants acceptés en 1968 au nouvel Institut Supérieur du Cinéma du Caire (inauguré en 1957 et affilié au ministère de la culture). 

## Carrière et activisme politique
Ateyyat El Abnoudy, également appelée « la mère du documentaire égyptien », commence sa carrière de réalisatrice en tant qu'étudiante au début des années 1970. 
Son travail de fin d'études porte sur la réalisation de The Sad Song of Touba en 1972, date d'obtention de son diplôme. En 1976, elle obtient une bourse de la National Film and Television School en Grande-Bretagne, et est encadrée par de nombreux réalisateurs dont Georges Lampin. 
Reconnue comme l'une des pionnières dans le milieu du film documentaire égyptien, notamment par les formats non conventionnels qu'elle exploite dans le cinéma égyptien, elle est également appelée « la cinéaste des pauvres » en raison des sujets qu'elle expose dans ses œuvres, inspirant de futures réalisatrices arabes. 
De retour de Grande-Bretagne, la cinéaste met en avant la notion de « cinéma libéré ». Les méthodes d'El Abnoudy s'appuient sur les méthodes du cinéma direct. Encore étranger au film documentaire, le cinéma direct est limité en raison de la censure de l’État et du manque d'intérêt du public concernant les documentaires, rendant difficile les ambitions de la cinéaste. 
Ateyyat El Abnoudy inscrit ses œuvres dans le réalisme poétique : la cinéaste présente des personnes marginalisées dans des environnements populaires comme les quartiers informels, personnes marquées par un fatalisme ou une résilience qui leur est propre. Son intérêt pour les populations défavorisées l'amène à utiliser sa formation en droit pour les commentaires sociaux qu'elle expose dans ses films. 
En 1978, une loi de censure très stricte est promulguée en Égypte, et présente un obstacle à la diffusion des films réalistes. Alors que la loi de 1947 s'inspirant du Code Hays réglementant la censure est abrogée, la loi de 1976 met en place une censure stricte et interdit des écrans des problématiques sociales et économiques telles que la pauvreté et la remise en question des valeurs patriarcales. Cette loi interdit également la manifestation d'idéologies politiques jugées déviantes, ainsi que la revendication des droits sociaux comprenant les droits des femmes. Ainsi, seuls les cinéastes financés par des fonds privés ou étrangers contournent l'image nationale exigée. 
En tant que seule documentariste politique femme et indépendante en Égypte, El Abnoudy a déclaré dans Days of Documentary que « la forme documentaire est l'une des manières les plus exemplaires d'écrire l'histoire car elle contient cette combinaison vitale de sons, d'images, de couleurs et de témoignages de personnes  ». Avec sa volonté de réinscrire les femmes et les pauvres dans l'histoire égyptienne, elle souligne que la réalité de l'Égypte doit inclure le subalterne. La cinéaste égyptienne affirme son choix concernant la représentation des femmes et leur quotidien difficile : les  femmes représentées révèlent des visages expressifs (angoissés, tristes, en colère) qui accompagnent le désespoir de leur situation. Ses films démontrent une préoccupation concernant les problèmes sociaux rencontrés par les femmes, notamment l'analphabétisme, le statut personnel des femmes ou leur situation socio-économique. En effet, malgré le développement des infrastructures scolaires au cours des XIXe et XXe siècles, le pourcentage des filles scolarisées augmente lentement, complexifiant la question de l'alphabétisme chez les femmes. Nader Fergany (en), sociologue égyptien, révèle dans un article que la moitié de la population est constituée d'analphabètes dans les années 1980. Aujourd'hui, le taux d'alphabétisation est de 67,3% pour les femmes d'après The World Factbook, publication officielle de la CIA. 
Ateyyat El Abnoudy est membre de plusieurs comités dont le Comité du Cinéma du Conseil suprême de la culture depuis 1992, et le Comité de la culture et de l'information du conseil national des femmes (ar) en 2009.

## Vie privée
Ateyyat El Abnoudy est l'épouse d'Abdel Rahmane al-Abnoudi, célèbre poète égyptien. Le couple a adopté leur unique enfant, Asma El Taher, alors âgée de cinq ans. Le couple divorce après 12 ans de vie commune. La cinéaste poursuit sa vie en tant que mère célibataire. Aujourd'hui, Asma El Taher est professeure à l'université de Helwan et enseigne la critique théâtrale.
Ateyyat El Abnoudy décède le vendredi 5 octobre 2018 à l'âge de 79 ans en raison de problèmes de santé. Ses funérailles ont eu lieu à la mosquée Mustafa Mahmoud de Gizeh.

## Distinctions
Ateyyat El Abnoudy remporte plus d'une trentaine de prix régionaux et internationaux, notamment :
Trois prix internationaux en 1971 au Festival international du film de Mannheim-Heidelberg  et au Festival international du film de Damas
- Prix de la critique française au Festival de Grenoble en 1972
- le Prix de la meilleure co-production au Festival du film de Valence pour le film documentaire Rythm of Life en 1990
- le prix de l'Association égyptienne des critiques de cinéma pour le film documentaire Elly Sold and Buyed en 1992.

Elle honore par ailleurs de nombreux festivals dont le Festival national du film du ministère de la Culture en 1998, et le Festival du film africain à New York aux États-Unis. 

## Filmographie
Elle a réalisé et produit plus de 25 films documentaires 
| Films | Films                          | Films        | Films       |
| Année | Titre                          | Réalisatrice | Productrice |
| ----- | ------------------------------ | ------------ | ----------- |
| 1971  | Cheval de boue                 | oui          | oui         |
| 1972  | La triste chanson de Tuha      | oui          | oui         |
| 1973  | Jumble Sale                    | oui          | oui         |
| 1974  | Two Festivals in Grenoble      | oui          | oui         |
| 1975  | Sandwich                       | oui          | oui         |
| 1976  | London Views                   | oui          | oui         |
| 1979  | To Move into Depth             | oui          | oui         |
| 1981  | Les mers de la soif            | oui          | oui         |
| 1983  | Permissible Dreams             | oui          | non         |
| 1985  | Rolla Tree                     | oui          | non         |
| 1988  | Le rythme de la vie            | oui          | non         |
| 1989  | Year of Maya                   | oui          | non         |
| 1990  | Interview in Room No. 8        | oui          | oui         |
| 1992  | Vendeurs et acheteurs          | oui          | non         |
| 1993  | Diary in Exile                 | oui          | oui         |
| 1994  | Des femmes responsables        | oui          | oui         |
| 1995  | Rawya                          | oui          | oui         |
| 1995  | Girls Still Dream              | oui          | oui         |
| 1996  | Les journées de la démocratie  | oui          | oui         |
| 1996  | Egyptian Heroines              | oui          | non         |
| 2000  | Le Caire 1000, Le Caire 2000   | oui          | non         |
| 2002  | The Nubia Train                | oui          | oui         |
| 2004  | Ethiopia through Egyptian Eyes | oui          | oui         |